# Од зад грб
„Од зад грб” (срп. Отпозади) је југословенски и македонски ТВ филм из 1985. године. Режирао га је Благој Андреев а сценарио је написао Јован Павловски.

## Улоге
| Глумац                   | Улога   |
| ------------------------ | ------- |
| Џeмаил Максут            | Џем Хас |
| Салаетин Билал           | Сами    |
| Мето Јовановски          |         |
| Катерина Коцевска        |         |
| Гјоргји Колозов          |         |
| Младен Крстевски         |         |
| Ненад Милосављевић       |         |
| Љупчо Петрушевски        |         |
| Божо Софрониевски        |         |
| Ненад Стојановски        |         |
| Славица Зафировска       |         |
| Кица Ивковска-Вељановска |         |